# Хляба
Хляба (словац. Chľaba) — село, громада округу Нове Замки, Нітранський край. Кадастрова площа громади — 13.96 км².
Населення 696 осіб (станом на 31 грудня 2019 року).

## Історія
Хляба згадуються 1138 року.

## Населення
| Рік:            | 1994. | 2004.   | 2014.   | 2024.   |
| --------------- | ----- | ------- | ------- | ------- |
| Кількість осіб: | 718   | 714     | 712     | 686     |
| Різниця:        |       | -0,55 % | -0,28 % | -3,65 % |

| Рік:            | 2023. | 2024.   |
| --------------- | ----- | ------- |
| Кількість осіб: | 690   | 686     |
| Різниця:        |       | -0,57 % |